# Perang Topat
Perang Topat (auch Topat Krieg) ist ein Fest der balinesisch-stämmigen Bevölkerung auf der indonesischen Insel Lombok. 
Perang Topat ist ein hinduistisches Fest, wird mittlerweile aber auch von der einheimischen Urbevölkerung der Sasak gefeiert.
Mittlerweile richtet sich der Termin nach dem Kalender der Sasak, einer einheimischen ethnischen Gruppe.
Es findet jährlich unmittelbar vor dem Bepflanzen der Reisfelder statt.
Vor dem Fest gibt es ein Tanzritual, genannt „Gendang Beleq“. Die Feier selbst findet im Tempel Lingsar statt.
Das Fest beginnt mit einer Prozession, einer Art Umzug mit traditioneller Sasak-Musik. Im Laufe des Festes werden Reisbeutel gekocht und als Waffe benutzt.
Zwei "gegnerische" Gemeinden benutzen die Waffen in einer Art Schlacht gegeneinander.
Von den Reisbeuteln getroffen zu werden, soll Glück bringen, daher ist der sportliche Aspekt der Veranstaltung eher zu vernachlässigen, der Spaß und der touristische Effekt stehen im Vordergrund.
Neben dem touristischen Effekt ist das Fest auch beliebt, weil es den Zusammenhalt zwischen den Angehörigen verschiedener Religionen stärkt, insbesondere zwischen Hinduisten und Muslimen.